# Junio Valerio Borghese

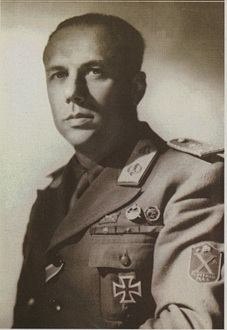
Junio Valerio Borghese. På kragspegeln syns Gladio-symbolen som användes i Salòrepubliken.

Junio Valerio Scipione Ghezzo Marcantonio Maria dei principi Borghese, född 6 juni 1906 i Rom, död 26 augusti 1974 i Cádiz, var en italiensk adelsman, fascistisk politiker och marinsoldat som under spanska inbördeskriget oci början av andra världskriget förde befäl över flera ubåtar. Han ledde Decima MAS-flottiljen, även känd som X-MAS, en specialenhet i den italienska flottan som i sina attacker använde mindre engångsbåtar, fullastade med sprängmedel ("barchino esplosivo"), som rammade fiendens fartyg efter att föraren lämnat båten med en flytande katapultstol. Borghese gjorde sig känd för att vara en mycket skicklig militär och duktig soldat som utmärkte sig i striderna till sjöss mot den brittiska flottan och på land mot partisanerna. För den sistnämnda insatsen, utförd till stor del under befäl av SS-Obergruppenführer Karl Wolff, blev Borghese 12 februari 1949 dömd till 12 års fängelse men benådades och försattes på fri fot samma dag, efter att ha suttit häktad nästan fyra år. Han har fått ge namn åt ett totalt misslyckat försök till statskupp, den så kallade Golpe Borghese, som ägde rum under natten 7–8 december 1970. Han utpekades som kuppförsökets ledare och gick i landsflykt för att undkomma rättsliga följder. 
Han anslöt sig till MSI hösten 1951 men lämnade partiet efter en kort tid, eftersom han ansåg att det var för parlamentaristiskt och grundade 1968 Fronte Nazionale, en organisation bestående av Salòrepublikens överlevande veteraner. Han publicerade 1950 sin version av krigshändelserna under titeln Decima Flottiglia MAS; boken har utgivits på många andra språk, bland andra engelska (Sea devils, 1954). Borghese återkom aldrig till Italien efter det misslyckade kuppförsökets avslöjande. Han avled i Spanien i en ålder av 68 år och är begravd i basilikan Santa Maria Maggiore i Rom.